# Juncus ecuadoriensis
Juncus ecuadoriensis är en tågväxtart som beskrevs av Henrik Balslev. Juncus ecuadoriensis ingår i släktet tåg, och familjen tågväxter. Inga underarter finns listade i Catalogue of Life.